# Steve Wray
Steve Wray, född 20 maj 1962, död 22 december 2009, var en friidrottare från Bahamas. Han deltog vid olympiska sommarspelen 1984.